# بامداد بیات
بامداد بیات (۱۳ مرداد ۱۳۶۴ – ۶ تیر ۱۴۰۴) آهنگساز، تنظیم‌کننده و نوازنده پیانو اهل ایران بود. بامداد فرزند بابک بیات و برادر دوقلوی باربد بیات بود.

## زندگی‌نامه
بامداد بیات، ۱۳ مرداد ۱۳۶۴ در تهران متولد شد. او موسیقی را از کودکی نزد پدرش آموخت و او را اصلی‌ترین معلم خود می‌دانست. او در سن ۱۱ سالگی به هنرستان موسیقی رفت و به تحصیل پرداخت. بامداد بیات از سن ۱۳ سالگی به آهنگسازی مشغول شدو قطعات پدرش را تنظیم می‌کرد. او از اواسط دوره دبیرستان برای ادامه تحصیل به کانادا مهاجرت کرد و با دریافت دو مدرک کارشناسی در رشته‌های آهنگسازی فیلم و موسیقی جاز از دانشگاه هامبر کانادا، فارغ‌التحصیل شد.

## فعالیت هنری
بامداد بیات عضو کانون هنگسازان سینمای ایران بود و علاقه و حوزهٔ کاری اصلی خود را در زمینهٔ موسیقی فیلم متمرکز کرده بود. او در این حوزه آثاری چون موسیقی متن فیلم‌های کوتاه «خانه کجاست» (محصول سال ۱۳۷۶) و «عصیان» (محصول سال ۱۳۷۸) را ساخته است. بامداد همچنین در ساخت و تنظیم موسیقی فیلم‌های «ساحره»، «دو زن»، «فریاد»، «قرمز»، «دست‌های آلوده» و سریال «ولایت عشق» همراه و دستیار پدرش بوده است.
از جدی‌ترین فعالیت‌های بامداد بیات باید به تنظیم قطعاتی از ترانه‌های پیش از انقلاب پدرش به صورت بی‌کلام اشاره کرد که تحت عنوان مجموعهٔ «بن‌بست» منتشر شده است. تنظیم قطعات آلبوم‌های «دو نیمه رؤیا» و «سام و نرگس» با آهنگسازی بابک بیات و تنظیم قطعه آسیمه‌سر به همراه بهروز صفاریان در آلبوم نون و دلقک محمد اصفهانی از دیگر آثار قابل ملاحظهٔ بامداد محسوب می‌شود.

## درگذشت
پیکر بامداد بیات، ۸ تیر ۱۴۰۴ در منزل شخصی‌اش کشف و خبر درگذشت او ۹ تیر منتشر شد. بر اساس گزارش‌ها و نظر پزشکی قانونی، او دو روز پیشتر، ۶ تیر، بر اثر سرگیجه‌ای که مدتی به آن دچار شده بود و سپس سکته مغزی، در تنهایی درگذشت. بامداد بیات ۲۰ سال پیش از درگذشت، در یک سانحهٔ رانندگی به شدت مصدوم شد و به مدت یک‌ماه در کما به‌سر می‌برد.
مراسم تشییع پیکر بامداد بیات، ۱۱ تیر ۱۴۰۴، با حضور خانواده و هنرمندان موسیقی و سینما، در قطعه هنرمندان بهشت زهرای تهران برگزار و پیکر او در مجاورت پدرش به خاک سپرده شد.

## آثار

### موسیقی فیلم
- خانه کجاست (فیلم کوتاه) ۱۳۷۶[۱۲] (آهنگساز)
- ساحره ۱۳۷۶ به کارگردانی داوود میرباقری[۱۳] (دستیار آهنگساز)
- فریاد ۱۳۷۷ به کارگردانی مسعود کیمیایی[۱۴] (دستیار آهنگساز)
- قرمز ۱۳۷۷ به کارگردانی فریدون جیرانی[۱۵] (دستیار آهنگساز)
- دو زن به کارگردانی تهمینه میلانی ۱۳۷۷[۱۶] (دستیار آهنگساز)
- عصیان (فیلم کوتاه) ۱۳۷۸[۱۲] (آهنگساز)
- دست‌های آلوده به کارگردانی سیروس الوند ۱۳۷۸[۱۶] (دستیار آهنگساز)
- سریال ولایت عشق به کارگردانی مهدی فخیم‌زاده ۱۳۷۹[۱۶] (تنظیم کننده و دستیار آهنگساز)
- سام و نرگس به کارگردانی ایرج قادری ۱۳۷۹[۱۶] (تنظیم کننده و دستیار آهنگساز و ساخت قطعه‌ای دیگر به غیر از دلم گرفت با صدای حمید حامی)
- یک الف ناقابل به کارگردانی محمد عرب ۱۳۸۰[۱۶] (آهنگساز)
- سریال آفتاب و زمین به کارگردانی جواد شمقدری ۱۳۷۸ (آهنگساز)
- قند تلخ به کارگردانی محمد عرب ۱۳۸۷[۱۷] (آهنگساز)
- حوالی اتوبان به کارگردانی سیاوش اسعدی ۱۳۸۸[۱۸] (آهنگساز)
- بن‌بست وثوق به کارگردانی حمید کاویانی ۱۳۹۵[۱۹] (آهنگساز)
- پاسیو به کارگردانی مریم بحرالعلومی، ۱۳۹۶[۳] (آهنگساز)

### تنظیم
- آلبوم دو نیمه رؤیا با صدای حمید حامی
- قطعه وقتی تو با من نیستی با صدای معین از آلبوم طلوع[۱۶][۲۰]
- قطعه آسیمه‌سر با صدای محمد اصفهانی و آهنگسازی بابک بیات
- قطعه نازلی با صدای مانی رهنما و آهنگسازی بابک بیات
- قطعه غزل با صدای شروین شریعت و آهنگسازی بابک بیات
- قطعه لیلای من کو با صدای حمید حامی و آهنگسازی بابک بیات
- قطعه هم گریه با صدای حمید حامی و آهنگسازی بابک بیات
- همکاری با میلاد رحیمی
- همکاری با حمید دهقان
- ساخت آلبوم پاییزی با صدای نامی و ترانه‌های اهورا ایمان
- قطعه به روز سیاه یه روز سپید با صدای حمید حامی و آهنگسازی بابک بیات
- قطعه شب نقاشی با صدای حمید حامی و آهنگسازی فردین خلعتبری و ترانه یغما گلرویی
- آلبوم موسیقی بی کلام بن‌بست (تنظیم آثار قبل از انقلاب استاد بابک بیات
- قطعه آیینه وار با صدای کسری و آهنگسازی مانی رهنما
- چندین قطعه با صدای امیر سام و آرش جوادی و آهنگسازی بابک بیات[۱۶][۲۱][۲۲]

### آهنگسازی
- دو نیمه رؤیا با صدای حمید حامی
- گل مینا با صدای حمید حامی
- با من بمون پرنده با صدای مهدی سعیدی (حیان)
- عطر تو با صدای ایمان محمدخانی
- ساخت قطعاتی برای آلبوم حسرت فریاد با صدای فرجام محمدی
- همکاری با میلاد رحیمی
- همکاری با حمید دهقان
- ساخت آلبوم پاییزی با صدای نامی و ترانه‌های اهورا ایمان[۱۶][۲۳]